# Bulgaars curlingteam (mannen)
Het Bulgaars curlingteam vertegenwoordigt Bulgarije in internationale curlingwedstrijden.

## Geschiedenis
Bulgarije nam voor het eerst deel aan een groot toernooi tijdens het Europees kampioenschap van 1991 in het Franse Chamonix. De eerste interland ooit werd met grote cijfers verloren van Nederland: 18-3. Het is niet de grootste nederlaag in de geschiedenis van het Bulgaarse curlingteam, die kwam er een dag later. Toen verpletterde Italië Bulgarije met 20-1.
Van 1991 tot en met 2009 nam Bulgarije elk jaar deel aan het EK. De elfde plek in 1995 was het beste resultaat tot op heden. In 2004 werd het EK gehouden in de Bulgaarse hoofdstad Sofia. Het was het eerste Europees kampioenschap ooit in Oost-Europa. In 2010 werd Bulgarije tijdelijk geschorst door de World Curling Federation, aangezien de Bulgaarse Curlingassociatie zijn bijdragen niet betaalde. In 2014 maakte het land zijn wederoptreden. De laatste EK-deelname dateert van 2024.

## Bulgarije op het Europees kampioenschap
| Jaar | Plaats        | Skip             | WG            | W             | V             | PV            | PT            |
| ---- | ------------- | ---------------- | ------------- | ------------- | ------------- | ------------- | ------------- |
| 1975 | Geen deelname | Geen deelname    | Geen deelname | Geen deelname | Geen deelname | Geen deelname | Geen deelname |
| 1976 | Geen deelname | Geen deelname    | Geen deelname | Geen deelname | Geen deelname | Geen deelname | Geen deelname |
| 1977 | Geen deelname | Geen deelname    | Geen deelname | Geen deelname | Geen deelname | Geen deelname | Geen deelname |
| 1978 | Geen deelname | Geen deelname    | Geen deelname | Geen deelname | Geen deelname | Geen deelname | Geen deelname |
| 1979 | Geen deelname | Geen deelname    | Geen deelname | Geen deelname | Geen deelname | Geen deelname | Geen deelname |
| 1980 | Geen deelname | Geen deelname    | Geen deelname | Geen deelname | Geen deelname | Geen deelname | Geen deelname |
| 1981 | Geen deelname | Geen deelname    | Geen deelname | Geen deelname | Geen deelname | Geen deelname | Geen deelname |
| 1982 | Geen deelname | Geen deelname    | Geen deelname | Geen deelname | Geen deelname | Geen deelname | Geen deelname |
| 1983 | Geen deelname | Geen deelname    | Geen deelname | Geen deelname | Geen deelname | Geen deelname | Geen deelname |
| 1984 | Geen deelname | Geen deelname    | Geen deelname | Geen deelname | Geen deelname | Geen deelname | Geen deelname |
| 1985 | Geen deelname | Geen deelname    | Geen deelname | Geen deelname | Geen deelname | Geen deelname | Geen deelname |
| 1986 | Geen deelname | Geen deelname    | Geen deelname | Geen deelname | Geen deelname | Geen deelname | Geen deelname |
| 1987 | Geen deelname | Geen deelname    | Geen deelname | Geen deelname | Geen deelname | Geen deelname | Geen deelname |
| 1988 | Geen deelname | Geen deelname    | Geen deelname | Geen deelname | Geen deelname | Geen deelname | Geen deelname |
| 1989 | Geen deelname | Geen deelname    | Geen deelname | Geen deelname | Geen deelname | Geen deelname | Geen deelname |
| 1990 | Geen deelname | Geen deelname    | Geen deelname | Geen deelname | Geen deelname | Geen deelname | Geen deelname |
| 1991 | 16            | Loebomir Velinov | 4             | 0             | 4             | 10            | 69            |
| 1992 | 18            | Loebomir Velinov | 5             | 0             | 5             | 15            | 68            |
| 1993 | 18            | Ivajlo Petrov    | 5             | 0             | 5             | 18            | 50            |
| 1994 | 16            | Loebomir Velinov | 6             | 2             | 4             | 32            | 46            |
| 1995 | 11            | Bojidar Momerin  | 9             | 6             | 3             | 50            | 48            |
| 1996 | 13            | Bojidar Momerin  | 5             | 0             | 5             | 19            | 48            |
| 1997 | 17            | Bojidar Momerin  | 4             | 0             | 4             | 17            | 38            |
| 1998 | 17            | Loebomir Velinov | 4             | 1             | 3             | 14            | 35            |
| 1999 | 16            | Loebomir Velinov | 3             | 0             | 3             | 6             | 25            |

| Jaar | Plaats        | Skip             | WG            | W             | V             | PV            | PT            |
| ---- | ------------- | ---------------- | ------------- | ------------- | ------------- | ------------- | ------------- |
| 2000 | 17            | Igor Platonov    | 7             | 2             | 5             | 46            | 55            |
| 2001 | 17            | Mikhail Shaibak  | 7             | 2             | 5             | 41            | 52            |
| 2002 | 17            | Viktor Nikitsin  | 10            | 4             | 6             | 87            | 73            |
| 2003 | 14            | Igor Platonov    | 7             | 5             | 2             | 61            | 41            |
| 2004 | 19            | Mikhail Shaibak  | 7             | 4             | 4             | 73            | 51            |
| 2005 | 23            | Nikolaj Roentov  | 9             | 3             | 6             | 62            | 72            |
| 2006 | 21            | Loebomir Velinov | 9             | 4             | 5             | 47            | 73            |
| 2007 | 23            | Nikolaj Roentov  | 6             | 2             | 4             | 29            | 42            |
| 2008 | 23            | Loebomir Velinov | 8             | 2             | 6             | 37            | 58            |
| 2009 | 24            | Loebomir Velinov | 9             | 4             | 5             | 64            | 73            |
| 2010 | Geen deelname | Geen deelname    | Geen deelname | Geen deelname | Geen deelname | Geen deelname | Geen deelname |
| 2011 | Geen deelname | Geen deelname    | Geen deelname | Geen deelname | Geen deelname | Geen deelname | Geen deelname |
| 2012 | Geen deelname | Geen deelname    | Geen deelname | Geen deelname | Geen deelname | Geen deelname | Geen deelname |
| 2013 | Geen deelname | Geen deelname    | Geen deelname | Geen deelname | Geen deelname | Geen deelname | Geen deelname |
| 2014 | 33            | Stoil Gueorguiev | 9             | 1             | 8             | 42            | 94            |
| 2015 | 30            | Reto Seiler      | 10            | 5             | 5             | 53            | 55            |
| 2016 | 28            | Reto Seiler      | 11            | 7             | 4             | 102           | 73            |
| 2017 | 29            | Reto Seiler      | 8             | 4             | 4             | 66            | 56            |
| 2018 | 28            | Reto Seiler      | 8             | 4             | 4             | 71            | 52            |
| 2019 | 22            | Reto Seiler      | 18            | 10            | 8             | 124           | 112           |
| 2021 | 26            | Reto Seiler      | 8             | 1             | 7             | 32            | 62            |
| 2022 | 29            | Reto Seiler      | 8             | 2             | 6             | 44            | 54            |
| 2023 | Geen deelname | Geen deelname    | Geen deelname | Geen deelname | Geen deelname | Geen deelname | Geen deelname |
| 2024 | 26            | Reto Seiler      | 17            | 9             | 8             | 98            | 109           |
| 2025 | Geen deelname | Geen deelname    | Geen deelname | Geen deelname | Geen deelname | Geen deelname | Geen deelname |

Andorra · Australië · België · Bosnië en Herzegovina · Brazilië · Bulgarije · Canada · China · Chinees Taipei · Denemarken · Duitsland · Engeland · Estland · Filipijnen · Finland · Frankrijk · Georgië · Griekenland · Groot-Brittannië · Guyana · Hongarije · Hongkong · Ierland · IJsland · India · Israël · Italië · Jamaica · Japan · Kazachstan · Kenia · Kirgizië · Kroatië · Letland · Liechtenstein · Litouwen · Luxemburg · Mexico · Nederland · Nieuw-Zeeland · Nigeria · Noorwegen · Oekraïne · Oostenrijk · Polen · Portugal · Puerto Rico · Qatar · Roemenië · Rusland · Saoedi-Arabië · Schotland · Servië · Slovenië · Slowakije · Spanje · Thailand · Tsjechië · Tsjecho-Slowakije · Turkije · Verenigde Staten · Wales · Wit-Rusland · Zuid-Korea · Zweden · Zwitserland